# 2017年行政長官選舉辯論

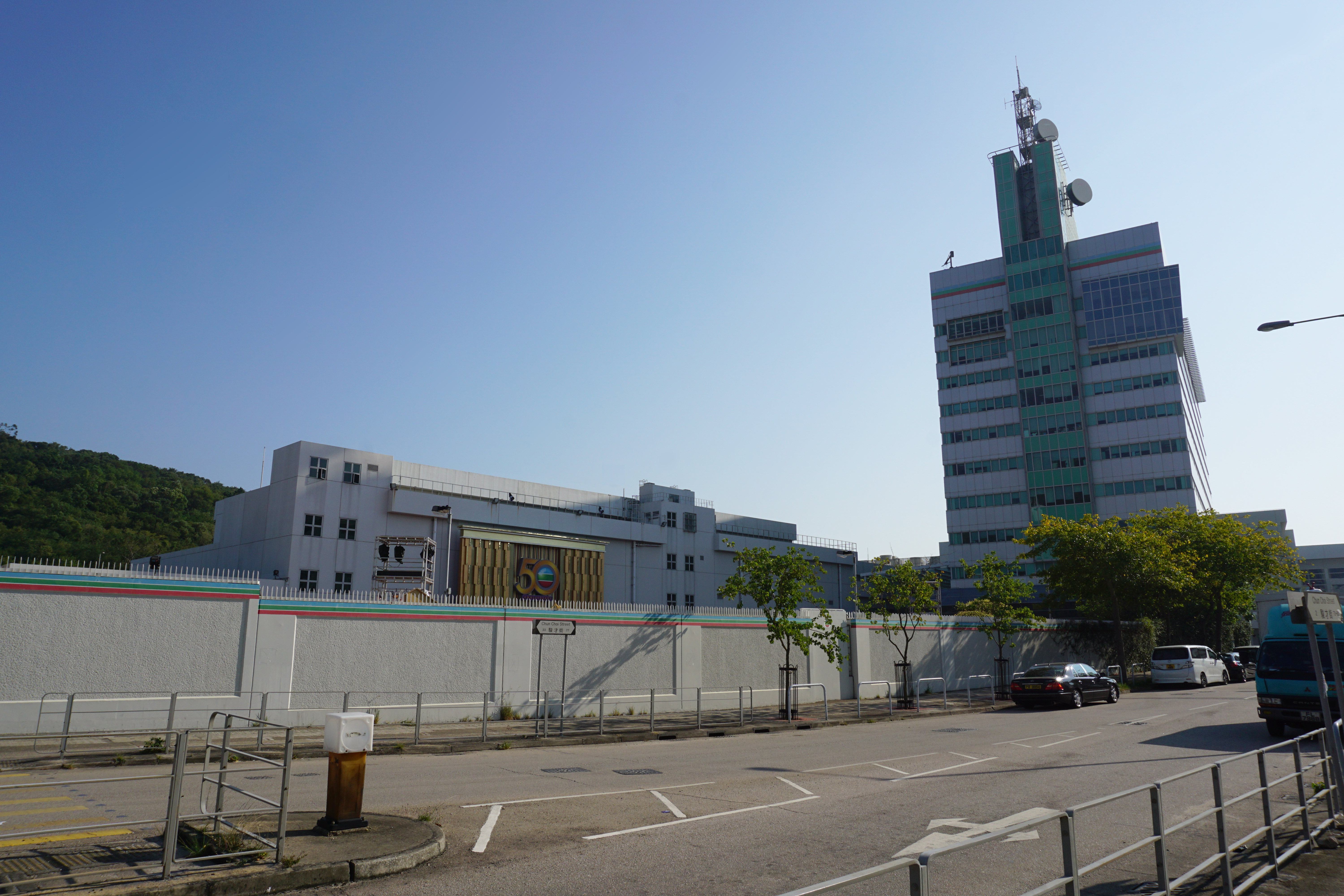
將軍澳電視廣播城

2017年行政長官選舉辯論是由香港七間電子傳媒（包括nowTV、有線電視、無綫電視、鳳凰衛視、商業電台、新城電台及香港電台）於3月14日晚上8時至10時為行政長官選舉而聯合主辦及直播的電視辯論。辯論舉行地點位於將軍澳電視廣播城，為是次行政長官選舉的首個電視辯論節目。
與2012年行政長官選舉辯論由「11間」電子傳媒聯合主辦相比，由於鳳凰優悅廣播、dbc數碼電台先後交還數碼廣播牌照，加上亞洲電視免費電視牌照屆滿，以及香港寬頻電視停止服務，因此主辦本次電視辯論的電子傳媒減至七間。

## 出席者
- 出席辯論候選人：1號曾俊華、2號林鄭月娥、3號胡國興
- 主持人：王春媚（有線電視）、吳璟儁（無綫電視）
- 發問記者：戴祖而（now新聞台）、李卓敏（鳳凰衛視）、汪溟曦（香港電台）、何翠萍（商業電台）、江偉茵（新城電台）
- 現場觀眾：由中文大學及嶺南大學隨機抽出200名市民。
- 每名候選人各可帶同2名競選辦成員入場。

## 直播頻道
由無綫電視借出場地並負責現場電視製作，多間電子傳媒包括香港電台、有線電視、nowTV等聯合現場轉播。進行現場直播的電子傳媒頻道包括：
| 免費及收費電視現場轉播 - 無綫電視翡翠台、互動新聞台及無綫網絡電視TVB新聞台 - 香港電視娛樂ViuTV及Now寬頻電視now新聞台、now直播台 - 香港電台港台電視31、31A、港台電視32 - 有線電視有線新聞台、有線高清新聞台與有線直播新聞台 - 鳳凰衛視香港台 | 免費及收費電台現場轉播 - 香港電台第一台 - 雷霆881商業一台 - 新城財經台 |

電視直播期間，由慈善機構龍耳提供即時手語傳譯。

## 外部連結
- 2017年行政長官選舉辯論網上重溫（页面存档备份，存于）